# Іжковці
Іжковці (словац. Ižkovce) — село, громада в окрузі Михайлівці, Кошицький край, Словаччина. Кадастрова площа громади — 4,22 км². Населення — 99 осіб (за оцінкою на 31.12.2017).
Центр села розташований на висоті 102 м над рівнем моря. Діапазон висоти територією громади — від 96 до 110 м над рівнем моря.

## Історія
Вперше згадується в 1227 році під назвою Iske. Історичні назви: Izke (1427), Izkowce (1808), Iška (1920), Ižkovce (1927); угор. Iske.
1720 року налічувало 15 домогосподарств, 1828-го — 40 будинків і 274 мешканці.
З 1938 по 1944 належало до Угорщини.

## Населення
| Рік:            | 1994. | 2004.   | 2014.   | 2024.   |
| --------------- | ----- | ------- | ------- | ------- |
| Кількість осіб: | 107   | 113     | 102     | 92      |
| Різниця:        |       | +5,60 % | -9,73 % | -9,80 % |

| Рік:            | 2023. | 2024. |
| --------------- | ----- | ----- |
| Кількість осіб: | 92    | 92    |
| Різниця:        |       | +0 %  |